# Tyngsjö kyrka
Tyngsjö Kyrka är en kyrkobyggnad i Tyngsjö på Malungs finnmark i Dalarna. Den tillhör Malungs församling i Västerås stift.
Tyngsjö utgjorde från omkring 1815 till 1922 ett eget kapellag, Tyngsjö kapellag, inom Malungs församling. Den nuvarande kyrkan invigdes 1875 enligt Johan Erik Söderlunds ritningar, och bredvid kyrkan låg även en prästgård, som numera används som församlingens lägergård. 1970 höll kyrkan på att brinna ner, när blixten slog ner i tornspiran, men tyngsjöborna kom snabbt till undsättning och kunde rädda kyrkan.
1815-1875 fanns kyrkan på en plats 1,6 kilometer norr om den nuvarande kyrkan. En ödekyrkogård omger den gamla kyrkans grund och en minnessten finns på platsen.
|  |